# Clop (色情同人艺术)
Clop是基于《我的小马驹：友谊是魔法》、《我的小马驹：小马国女孩》以及《我的小马驹》系列其他作品的色情或情色同人作品，包括同人小说、同人电影、同人游戏等。
术语“Clop”源于马蹄声，在此语境下也指“自慰”。Clop内容大约在2010年开始出现在网络上，通常以角色间的浪漫关系为主题。一项研究显示，大约19%的马迷（即《我的小马驹》粉丝）曾参与“clopping”。一些批评者认为，这种现象可能对整个粉丝群体的声誉造成负面影响。

## 词源
“Clop”既是一个拟声词，也是对俚语“fap”的双关语或文字游戏，后者同样是拟声词。“Clop”也用作动词，意为“自慰”。相关术语包括“clop-fic”，指围绕《我的小马驹》角色创作的情色小说，以及“clopper”，指喜欢这种内容的人。

## 历史
Clop被认为是我的小马驹：友谊是魔法粉丝圈、兽迷粉丝圈或两者的子集。与其他类型的粉丝创作相比，Clop更常涉及同性恋相关的配对情节。此议题已引起学术关注。一些《我的小马驹》的粉丝对Clopping（观看Clop内容时自慰）持负面态度。然而，2015年，《卫报》报道称，在4chan的Brony社群中，不从事Clopping被视为一种异端行为，而与现实中的人发生性关系则被视为消极的。截至2015年7月，Clop中最受欢迎的角色是云宝黛西（Rainbow Dash），其次是瑞奇（Rarity）和碧琪派（Pinkie Pie）。

## 人口统计与地理分布
根据内部研究，19.05%的Brony曾参与Clopping，但推测实际比例可能更高。2015年，Pornhub的调查显示，大多数Clopper为年龄介于18至24岁之间的千禧世代，男性搜索Clop的可能性比女性高出37%。
Clop的观看量在东欧最多，其中白俄罗斯、俄罗斯、乌克兰和捷克共和国位列前四，波多黎各排名第五。

## 评价
《巴尔的摩太阳报》记者Gianna Decarlo批评Clop是“我的小马驹”粉丝圈中的问题之一，她将这种色情艺术称为一种“不可阻挡的性变态力量”，认为连“简单的Google搜索也无法幸免”。 《The Daily Dot》的 EJ Dickson 表示，Clop 爱好者在 Brony 社群中被视为“害群之马”，大多数粉丝担心 Clopper 会使整个粉丝圈名声受损。